# Kapuskasing
Kapuskasing ist eine Stadt im Cochrane District im Norden der kanadischen Provinz Ontario. Die Stadt hat 8.292 Einwohner (Stand 2016) und liegt am gleichnamigen Fluss Kapuskasing River.
In der Gemeinde lebt eine relevante Anzahl an Franko-Ontarier. Bei offiziellen Befragungen gaben rund 65 % der Einwohner an französisch als Muttersprache oder Umgangssprache zu verwenden. Obwohl die Provinz Ontario offiziell nicht zweisprachig ist, sind nach dem „French Language Services Act“ die Provinzbehörden verpflichtet ihre Dienstleistungen in bestimmten Gebieten, dazu gehört auch der gesamte „Cochrane District“, zusätzlich in französischer Sprache anzubieten. Die Gemeinde selber gehört der Association française des municipalités d’Ontario (AFMO) an und fördert die französische Sprachnutzung auch auf Gemeindeebene.

## Geschichte
Kapuskasing wurde, wie die meisten Gemeinden im Norden von Ontario, während des Baus der National Transcontinental Railway gegründet. Das Lager, das am Ufer des Kapuskasing River von der Eisenbahngesellschaft gebaut wurde, wurde zu einer Ansiedelung mit dem Namen MacPherson. Im Jahre 1917 wurde der Name MacPherson auf Kapuskasing geändert. Kapuskasing heißt auf Cree so viel wie „Kurve im Fluss“.

### Lager
Während des Ersten Weltkriegs baute die kanadische Regierung ein Internierungslager für Einwohner mit „feindlicher“ Herkunft. Kapuskasing war der ideale Standort für das Lager, da die Stadt sehr abgelegen ist. Kriegsgefangene wurden zum Teil nach Kapuskasing geschickt. Ein kleiner Friedhof, der ca. 2 km westlich der Stadt liegt, zeigt den ursprünglichen Standort des Camps.

### Ansiedlung
Nach dem Krieg versuchte die kanadische Regierung mehr Menschen zu überzeugen, nach Nordontario zu ziehen. Deswegen boten sie jeder Familie, die bereit war sich im Norden anzusiedeln, 100 Morgen Land an.

## Wirtschaft
Während dieser Zeit realisierten die Einwohner des Nordens den Wert der im Überfluss vorhandenen Schwarz-Fichte. Im Jahre 1920 eröffnete die Spruce Falls Power and Paper Company Ltd. die Türen in Kapuskasing. Schritt für Schritt begannen die Leute ihre Farmen aufzugeben um in der Fabrik oder in einem der vielen Logging Camps zu arbeiten.
1991 wurde die Fabrik zu einer Arbeitnehmergesellschaft. 1997 wurden alle Aktien von Tembec Inc. aufgekauft. Die Fabrik hat seit der Gründung eine wesentliche Rolle zur Entwicklung von Kapuskasing beigetragen.

## Persönlichkeiten
- James Cameron (* 1954), Regisseur
- Shera Bechard (* 1983), Model
- Kelly VanderBeek (* 1983), Skirennläuferin